# Strictly Ballroom - De förbjudna stegen
Strictly Ballroom - De förbjudna stegen är en australiensisk film från 1992 i regi av Baz Luhrmann. Den vann flera priser, bland annat vid filmfestivalen i Cannes och har hyllats av kritiker världen över. Filmen var ursprungligen en teaterföreställning.

## Handling
Scott har vuxit upp på sina föräldrars dansskola och är själv en lovande talang. Han spås en lysande dansarkarriär av alla i sin omgivning och det är meningen att han ska bli det nästa stora stjärnskottet. Det finns bara ett problem, Scott är så trött på alla de danssteg som är tillåtna i tävlingarna och vill uppträda med sina egna steg. Något han också gör och som publiken älskar, men som både hans familj och vänner föraktar honom för. Alla utom två personer:
Den ena är Fran, en oprövad nykomling som inte ser ut att vara mycket för världen men visar sig vara en begåvad dansös. Den andra är hans pappa Doug, en tyst och tillbakadragen man som ständigt stått i skuggan av Scotts dominanta mor Shirley.
Tillsammans planerar de att ställa upp i landets största danstävling med sina egna danssteg. Men vägen dit är lång och kantas av flera hinder, de motarbetas hårt av dansförbundets konservativa ordförande Bary Fife och av Scotts envisa mor. 
Både Scott och Fran måste dessutom lära sig att dansa med hjärtat och följa sina drömmar.

## Rollista (urval)
- Paul Mercurio - Scott Hastings
- Tara Morice - Fran
- Bill Hunter - Barry Fife
- Pat Thompson - Shirley
- Barry Otto - Doug Hastings
- Peter Whitford - Les Kendall
- Gia Cardes - Liz Holt